# جامعة ويليام وودز
جامعة وودز وليام (بالإنجليزية: William Woods University)‏ تعمل بنظام التعليم المختلط، ومستقلة الأمريكية جامعة خاصة في فولتون بولاية ميسوري مع 3800 طالب وطالبة. تقدم الجامعة درجات البكالوريوس والدراسات العليا في مجموعة متنوعة من التخصصات في الحرم الجامعي وعبر الإنترنت.
تعرف المؤسسة الأولى باسم مدرسة اليتيم للبنات، وقد تأسست في عام 1870م في كامدن بوينت بولاية ميزوري استجابة لاحتياجات الفتيات اليتيمات أثناء الحرب.
خلال أواخر القرن التاسع عشر انتقلت المؤسسة إلى فولتون ووسعت نطاق برامجها الابتدائية والثانوية لاستيعاب الشابات اللاتي يطمحن لأن يصبحن معلمات. اشتهرت لفترة وجيزة في بداية القرن العشرين باسم كلية البنات، غيرت اسمها إلى كلية وليام وودز 1900 لتكريم أحد كبار المتبرعين (وليام إس. وودز، رئيس البنك الوطني للتجارة) وبدأت في تقديم برنامج جامعي لمدة عامين. في عام 1962م مع توقع تغييرات جذرية في دور المرأة الأمريكية في قوة العمل، أصبحت وليام وودز كلية مدتها أربع سنوات.
توسع نطاق مهمتها لتلبية الحاجة إلى برامج الدراسات العليا وتوجيه المنحى للبالغين، أصبحت المؤسسة المعروفة باسم جامعة ويليام وودز في عام 1993م. بدأت بتقديم برامج الدراسات العليا وقبول الرجال وكذلك النساء في جميع برامجها.
تأسست الجامعة عام 1870م وعلى الرغم من استقلالها، إلا أنها تنتمي إلى الكنيسة المسيحية (تلاميذ المسيح).
الجامعة معتمدة من لجنة التعليم العالي وهي عضو في رابطة الشمال المركزية. صنفت في المرتبة 75 في الغرب الأوسط بين الجامعات الإقليمية، وفقًا لإصدار 2018م لأفضل الكليات من قبل يو إس نيوز آند ريبورت.
تقدم الجامعة برامج للدراسة في المرحلة الجامعية الأولى، بما في ذلك برنامج دراسات الفروسية المعترف به دوليًا، وبرنامج ترجمة لغة الإشارة الأمريكية لمدة أربع سنوات، ودرجة العدالة الجنائية مع التركيز على الأمن الداخلي. تقدم برامج على مستوى الدراسات العليا من خلال برنامج الدراسات العليا والدراسات المهنية (جي بي إس)، والذي يقدم برامج لشهادات الدراسات العليا وبرامج إتمام الشهادات واختيار برامج الدراسة الجامعية في مواقع دائمة في فولتون وكولومبيا وجيفرسون سيتي وBlue Springs بالإضافة إلى مواقع مؤقتة عبر ميسوري وفي أركنساس. تستخدم جميع برامج التوعية نموذج الفوج، وهي مصممة لتوفير الراحة للكبار العاملين.
تُعرف فرق ألعاب القوى التابعة لها باسم البوم، وتشارك في الرابطة الوطنية لألعاب القوى بين الكليات كعضو في مؤتمر الغرب الأوسط الأمريكي.

## الألعاب الرياضية
تعرف فرق جامعة ويليام وودز باسم البوم. تتنافس الجامعة في الرابطة الوطنية لألعاب القوى بين الكليات، كعضو في مؤتمر الغرب الأوسط الأمريكي. تشمل الرياضات الرجالية البيسبول وكرة السلة والعاب القوى والجولف وكرة القدم والمضمار والميدان. تشمل الألعاب الرياضية النسائية كرة السلة، كرة المضرب، الجولف، كرة القدم، الكرة اللينة، المضمار والميدان والكرة الطائرة.

## الخريجون والتقاليد
وليام وودز لديه أكثر من 20,000 خريج. هناك العديد من التقاليد المرتبطة بالمدرسة، بما في ذلك «لفي تشين». يمثل حفل اللبلاب بداية الحياة الجامعية للطلاب. عندما يتخرجون، يقطع اللبلاب خلال حفل، يُعقد في البداية، يرمز إلى الانفصال عن الكلية وبداية حياة جديدة. ويعتقد أن هذا التقليد قد بدأ منذ أكثر من مائة عام عندما زرعت فئة 1899 لبلاب في الحرم الجامعي خلال حفل تخرج خاص.
في عام 1952م ألقى الرئيس الأمريكي المستقبلي رونالد ريغان خطابًا بالبدء في الكلية قال فيه إنه «كان دائمًا ما يفكر في أمريكا كمكان في المخطط الإلهي للأشياء التي خصصت أرضا موعودة». هذا هو أيضا خطاب بارز من قبل رئيس المستقبل لأنه واحد من أقدم خطبه المتبقية.

### خريجون متميزون
- كيمبرلي بريكسي بارنز، الرئيس/الرئيس التنفيذي لبنك كالاواي
- كارول بارتز (الدكتوراه الفخرية في الآداب)، الرئيس التنفيذي السابق لشركة أوتوديسك؛ المدير التنفيذي السابق ومدير ياهو [6]
- مارشو واردلاو كلفنجر، مساعد المدعي العام الأمريكي في مكتب المدعي العام الأمريكي
- كاثلين كونكلر، مديرة الرياضة والترفيه؛ النائب الأول للرئيس مستشار مالي في مورجان ستانلي
- أليسون وايت لويس، مؤلف ورجل أعمال
- باتي ج. ليونارد ليون، كنز حي في هاواي [7]
- لوان ريدجواي، عضو مجلس الشيوخ عن ولاية ميسوري
- رومين سيجوين، رئيس منطقة يو بي إس الأمريكية
- فاليري شو، نائب الرئيس التنفيذي ومدير قسم الخدمات المصرفية للأفراد في بنك التجارة
- هيلين ستيفنز، صاحبة الميدالية الذهبية الأولمبية، برلين
- دان ويستهوس، كبير الموظفين التنفيذيين والنائب الأول لرئيس قسم الخدمات المصرفية للأفراد في شركة بان المركزية

## وصلات خارجية
- الموقع الرسمي
- الموقع الرسمي للألعاب الرياضية